# Trent Dimas
Trent Dimas (Albuquerque, 10 novembre 1970) è un ex ginnasta statunitense.

## Palmarès
Olimpiadi
- 1 medaglia:
  - 1 oro (sbarra a Barcellona 1992).

Giochi panamericani
- 2 medaglie:
  - 2 bronzi (sbarra a L'Avana 1991, corpo libero a L'Avana 1991).